# 赠地大学

赠地大学分布

赠地大学（英語：Land-grant universities）是指由美國國會在1862年和1890通過的《莫里爾法案》（Morrill Acts），又稱《土地撥贈法案》，因而獲得國會資助的美國高等教育機構。
因為这一法案的通過，美國各州可以經由出售聯邦提供的土地，來籌集資金，建立和資助高等教育機構。法案規定，這些機構要將重點放在應用農業、科學、軍事學和工程學的教學上（但也不排除古典文學教育），以推動工業革命和社會階層的改變，从而使得一般勞工和中產階級子弟也能獲得大學教育。

## 历史

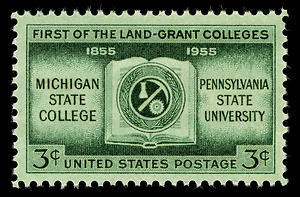
美國第一所贈地大學百年紀念郵票(密西根州立大學與賓州州立大學)

密西根州立大學（1855年）是美國第一所由州政府資助的贈地大學，被稱為贈地大學先驅，是其後贈地大學效仿的對象。賓州州立大學也在同年（1855年）成為賓夕法尼亞州的州贈地大學。後來，密西根州立大學和賓州州立大學都於1863年因土地撥贈法案的通過也成為國會資助的贈地大學。
愛荷華州是第一個批准莫雷爾法案的州（1862年），後來愛荷華州立大學成為愛荷華州的贈地大學（1864年）。而第一個完全根據土地撥贈法案全新設立的贈地大學是堪薩斯州立大學（1863年）。
今日，大多數贈地大學已成為大型公立大學，大都提供全方位的教育機會，比如維吉尼亞理工大學、羅格斯大學、普渡大學和加州大學柏克萊分校。然而，一些贈地大學仍是私立學校，包括康奈爾大學和麻省理工學院。